# Libasse Ndiaye
Libasse Ndiaye es un deportista senegalés que compite en judo. Ganó una medalla de plata en el Campeonato Africano de Judo de 2023, en la categoría de –100 kg.

## Palmarés internacional
| Campeonato Africano | Campeonato Africano    | Campeonato Africano | Campeonato Africano |
| Año                 | Lugar                  | Medalla             | Categoría           |
| ------------------- | ---------------------- | ------------------- | ------------------- |
| 2023                | Casablanca (Marruecos) | Medalla de plata    | –100 kg             |